# Martin Giura
Martín Giura (Montevideo, 6 de septiembre de 1986 (38 años) es un emprendedor uruguayo.     
Es cofundador del sitio de Comercio Electrónico woow, sitio líder del rubro en Uruguay.
Actualmente es Fundador y Director Ejecutivo de Hydra, el único Startup Studio de América Latina que tiene como misión cambiar la forma en que se crean empresas en Latinoamérica y democratizar su metodología de trabajo. La empresa cuenta con un portfolio de dos empresas, ClubPet e Hydra Campus.

## Sus inicios
Martín Giura nació en Montevideo (Uruguay). A sus 13 años fundó su primer proyecto de Internet llamado Derebote, un portal de contenidos con más de 1MM de visitas anuales. A sus 18 años comenzó sus estudios de Gerencia y Administración de Empresas en la Universidad ORT Uruguay. 

## Su carrera
Durante la Universidad ORT Uruguay, a sus 21 años, Giura comenzó su carrera como empresario fundando junto a tres socios Outbox; una empresa dedicada al desarrollo de aplicaciones web. En el 2009 se integra al equipo de AIESEC donde participa activamente de la organización internacional por 1 año.  En el 2010 participa de la organización del primer TEDxMontevideo de Uruguay. En este mismo año funda woow junto a Leonardo Silveira y Martín Larre.
En agosto de 2014 emprende un viaje por más de 30 países, incluyendo Europa, Asia y Oceanía.
En agosto de 2015 vuelve a Uruguay y comienza a invertir en proyectos como inversor ángel, e invierte en el fondo argentino NXTP Labs y la empresa de Estados Unidos liderada por uruguayos llamada MonkeyLearn Inc.
En marzo de 2016 funda junto a Nicolás Bistolfi el primer Startup Studio de América Latina llamado Hydra y desarrollan el primer proyecto llamado ClubPet.
En noviembre de 2016 fundan Hydra Campus, una plataforma de aprendizaje y herramientas para emprendedores de Latinoamérica.